# 干生薹草
干生薹草（学名：Carex aridula），为莎草科薹草属下的一个植物种。分布于中国大陆的甘肃、四川、青海、西藏、内蒙古等地，生长于海拔2,000米至3,900米的地区，多生于山坡、高山草甸和沟边滩地，目前尚未由人工引种栽培。